# Золотой стандарт испытаний роз
Золото́й станда́рт испыта́ний роз (англ. Gold Standard Rose Trials) — комплексное испытание современных сортов роз. Является результатом совместной инициативы BARB (Британская ассоциация селекционеров роз) и NIAB (Национальный институт сельскохозяйственной ботаники). В отличие от некоторых других исследований роз, производители платят за каждый сорт, представленный на испытания.
Gold Standard® Rose является торговой маркой, принадлежащей Британской ассоциации селекционеров роз.
Gold Standard присуждается после двух лет испытаний на основе информации, собранной от независимых судей. Основные критерии, по которым оцениваются сорта: устойчивость к заболеваниям, аромат и привлекательность. Первое испытание начато в 2004 году.

## Сорта, получившие Gold Standard

### 2006
- 'Champagne Moment' Kordes, 2002 (флорибунда)
- 'Hot Chocolate' Tom Carruth, 2002 (флорибунда)
- 'Gardeners Glory' Christopher H. Warner, 2005 (Плетистые крупноцветковые розы|плетистая крупноцветковая роза)
- 'Silver Ghost' Kordes, 1991 (шраб)
- 'Special Child' Hans Jürgen Evers, 1989 (флорибунда)
- 'Dancing Queen' Gareth Fryer, 2004 (плетистая крупноцветковая роза)
- 'Rachel' Hans Jurgen Evers, 1999 (Чайно-гибридные розы|чайно-гибридная роза)

### 2007
- 'Rambling Rosie' Colin P. Horner, 2001 (плетистая крупноцветковая роза)
- 'Tickled Pink' Gareth Fryer, 2006 (флорибунда)
- 'Light Fantastic' Colin Dickson, 2006 (флорибунда)
- 'Chandos Beauty' Harkness, 2005 (чайно-гибридная роза)
- 'Golden Smiles' Gareth Fryer, 2006 (флорибунда)
- 'Strawberry Hill' David Austin, 2006 (шраб)
- 'Alibaba' Christopher H. Warner, 2006 (плетистая крупноцветковая роза)

### 2008
- 'Nurse Tracey Davies' Gareth Fryer, 2006 (флорибунда)
- 'Wild Thing' Dr. Keith W. Zary, 2007 (шраб)
- 'Lancashire' Kordes, 1991 (шраб)
- 'Red Finesse' Wilhelm Kordes III, 1992 (флорибунда)
- 'Lucky' Gareth Fryer, 2005 (флорибунда)
- 'Temptress' Kordes, 2004 (шраб)
- 'Penny Lane' Harkness, 1998 (плетистая крупноцветковая роза)
- 'Free Spirit' Gareth Fryer, 2006 (флорибунда)
- 'Isn’t She Lovely' Colin Dickson, 2007 (чайно-гибридная роза)
- 'Perennial Blush' Bernard F. Mehring, 2007 (плетистая крупноцветковая роза)
- Aphrodite ® Hans Jurgen Evers, 2006 (шраб)

### 2009
- 'Rosa Belmonte' Harkness, 2008 (флорибунда)
- 'Candia Meidiland' Alain Meilland, 2006 (шраб)
- 'Golden Beauty' Kordes, 2001 (грандифлора)
- 'Summer Beauty' Kordes, 2000 (флорибунда)
- 'Maid of Honour' Jackson & Perkins, 2006 (флорибунда)
- 'Sweet Parfum de Provence' Meilland International, (чайно-гибридная роза)
- 'Super Trouper' Gareth Fryer, 2008 (флорибунда)
- 'Simply Sally' Harkness, 2007 (минифлора)
- 'Susan Daniel' Harkness, 2004 (флорибунда)
- 'Home Run' Tom Carruth, 2001 (шраб)
- 'George Best' Colin Dickson, 2007 (миниатюрная роза)
- 'Strike It Rich' Tom Carruth, 2005 (грандифлора)
- 'Prince Jardinier' Alain Meilland, 2006 (чайно-гибридная роза)

### 2010
- 'Pink Drift' Jacques Mouchotte, 2008 (шраб)
- 'Bonica' Marie-Louise (Louisette) Meilland, 1981 (шраб)
- 'La Rose de Molinard' Delbard, 2007 (шраб)
- 'Newsflash' David Kenny, 2008 (флорибунда)
- 'Absolutely Fabulous' Tom Carruth, 2004 (флорибунда)
- 'Strikes Gold' Kordes, 2007 (флорибунда)
- 'Rebecca Mary' Colin Dickson, 2006 (флорибунда)
- 'Charleston' Alain Meilland, 2007 (флорибунда)
- 'The Wren' Kordes, 1993 (флорибунда)
- 'Kew Gardens' David Austin, 2008 (шраб)
- 'Violet Cloud' Harkness & Co. Ltd., 2008 (миниатюрная роза)
- 'Gold Charm' Christopher H. Warner, 2008 (клаймер)
- 'Candy Love' Meilland International, 2006 (чайно-гибридная роза)

### 2011
- 'Celebration Time' Tom Carruth, 2006 (флорибунда)
- 'Easy Does It' Harkness, 2006 (флорибунда)
- 'Happy Days' Harkness, 2010 (шраб)
- 'Jam and Jerusalem' Gareth Fryer, 2009 (флорибунда)
- 'Let’s Celebrate' Gareth Fryer, 2011 (флорибунда)
- 'New Beginnings' Kordes, 2007 (флорибунда)
- 'Night Owl' Tom Carruth, 2005 (плетистая крупноцветковая роза)
- 'Parky' Harkness, 2007 (шраб)
- 'Pink Perfection' Kordes, 1999 (чайно-гибридная роза)
- 'Showmee Music' Christopher H. Warner, 2005 шраб
- 'Victoria Pendleton' Harkness (флорибунда)
- 'White Star' Harkness, 2008 (чайно-гибридная роза, клаймер)
- 'Mind Games' Colin Dickson
- 'Maxima Romantica' Michele Meilland Richardier, 2009 (чайно-гибридная роза)
- 'FRYracy' Gareth Fryer, 2007 (флорибунда)
- 'CHEwnuture' Gareth Fryer, 2007 (клаймер)